# Akio Koyama
Akio Koyama (japanisch 小山 昭雄 Koyama Akio; * 1955) ist ein japanischer Fagottist.

## Leben
Akio Koyama studierte Fagott am Senzoku Gakuen College of Music in Kawasaki, es folgte ein künstlerisches Aufbaustudium an der Staatlichen Hochschule für Musik Westfalen-Lippe in Detmold unter anderem bei Albert Hennige.
Er war Solo-Fagottist am Staatstheater Darmstadt und am Staatstheater Stuttgart. Seit 1990 ist er Solo-Fagottist im Saito Kinen Orchestra unter der Leitung von Seiji Ozawa. Er spielte unter anderem auch bei den Münchner Philharmonikern, beim Bayerischen Staatsorchester, beim NDR-Sinfonieorchester sowie bei den Bamberger Symphonikern. 1993 trat er in einem Quintett in der Suntory Hall auf, wo er Mozart und Brahms spielte.
Von 1988 bis 1995 war er Dozent an der Hochschule für Musik und Darstellende Kunst Stuttgart. Von 1995 bis zum Eintritt in den Ruhestand 2021 war er Professor für Fagott an der Staatlichen Hochschule für Musik Trossingen. Seit 2019 lehrt er an der Tianjin Juilliard School, einer Filiale der Juilliard School in Tianjin (Volksrepublik China).

## Familie
Akio Koyamas Frau ist die Mezzosopranistin Yūko Koyama, die ältere Tochter Aya Koyama ist Sopranistin.
Die jüngere Tochter Rie Koyama (* 1991) ist ebenfalls Fagottistin.

## Diskographie
- 2020 Meisterwerke für Fagott, NCA 60182[6]
- Fagott Recital (最終値下げ 小山昭雄 ファゴットリサイタル), ALM Records, 4267[7]